# 탱 (음료)

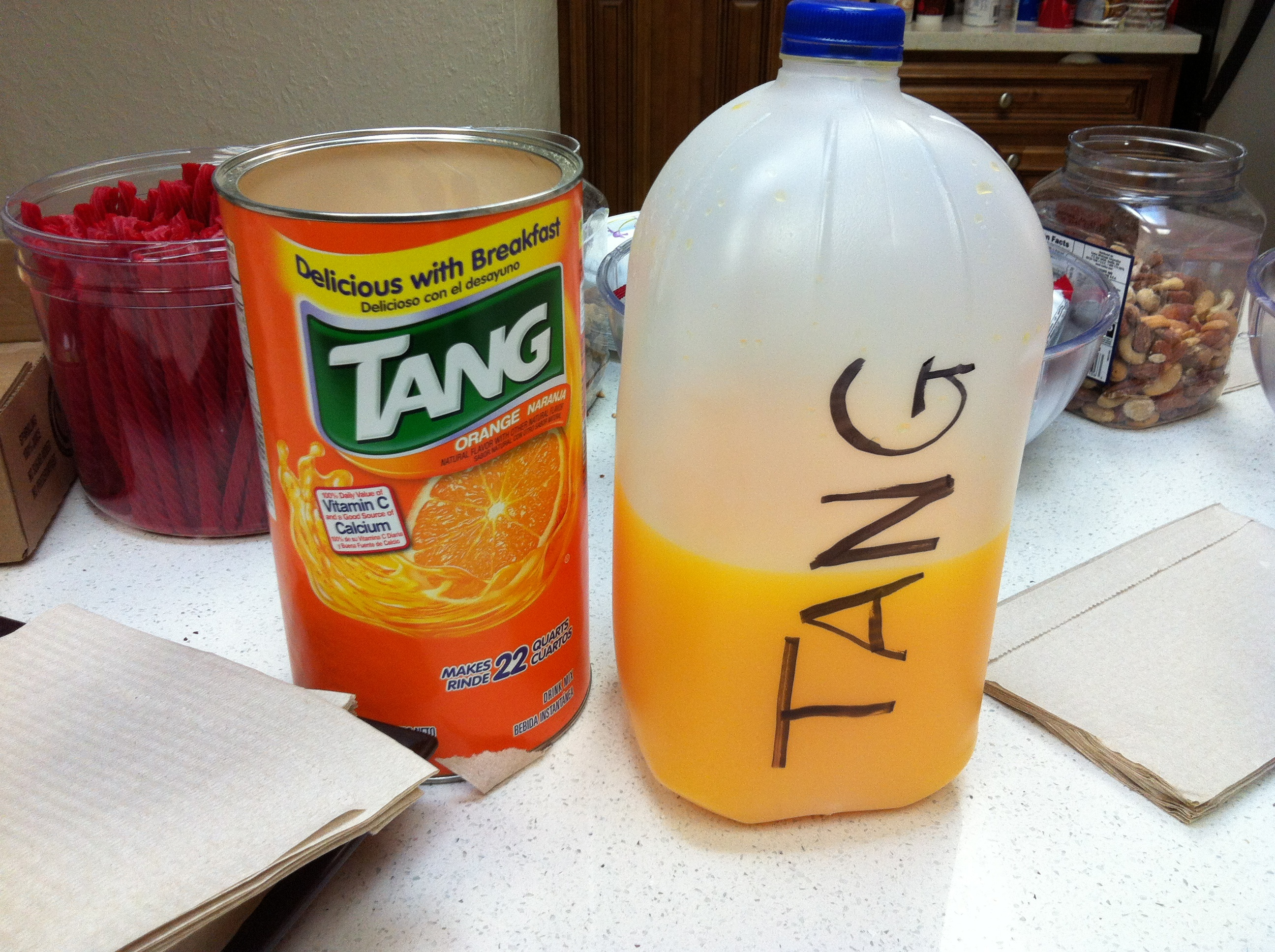

탱(Tang)은 제너럴 푸드 식품 과학자 William A. Mitchell과 제너럴 푸드 화학자 William Bruce James 가 1957년에 공식화하고 1959년에 처음으로 분말 형태로 판매된 미국 음료 믹스 브랜드이다. 탱은 현재 대다수 국가에서 2012년 크래프드 푸드 에서 분사된 몬델리즈 인터내셔널 이 소유하고 있다. 크래프트 하인즈는 현재 북미 지역에서 탱 판권을 소유하고 있다.
탱의 판매는 NASA가 1962년 월 존 글렌의 머큐리 계획 비행과 이후 제미니 계획 임무에 사용하기 전까지 부진했다. 그 이후로 그것은 탱이 우주 프로그램을 위해 발명되었다는 오해 및 음모론을 불러일으킨 미국 NASA의 인간 우주 비행 프로그램과 연관되어 왔다. 이후 탱은 이러한 이미지를 불식시키기 위해 한때 벅스 버니 콜라보 광고 등을 내놓기도 했으나 불식시키지는 못했고 지금에 이른다. 탱은 도입된 지 50년이 지난 아직까지도 NASA 임무에 계속 사용되고 있다.
한국에서는 1970년대 말부터 고급 분말 주스라는 이미지로 쿨에이드(KoolAid)와 함께 한동안 동서식품을 통해 정발되었으나 1980년대 초에 금지 물질인 BHA 함유로 인해 국내 단종되었다. 한편 쿨에이드는 이후 지금까지도 수입되고 있다.

## 같이 보기
- 쿨에이드
- 포카리스웨트